# جاك أوليفييه
جاك أوليفييه هو سياسي كندي، ولد في 14 أبريل 1944 في غاتينو في كندا. حزبياً، نشط في الحزب الليبرالي الكندي. وقد انتخب عمدة وانتخب عضو مجلس العموم الكندي.